# Бориш
45°38′ пн. ш. 17°07′ сх. д. / 45.64° пн. ш. 17.12° сх. д.
Бориш (хорв. Boriš) — населений пункт у Хорватії, у Б'єловарсько-Білогорській жупанії у складі громади Кончаниця.

## Населення
Населення за даними перепису 2011 року становило 8 осіб.
Динаміка чисельності населення поселення:
На 1991 рік 60,46 % (26 від 43) мешканців були чехами.